# 英格博格·巴赫曼
英格博格·巴赫曼（德語：Ingeborg Bachmann，1926年6月25日—1973年10月17日）是奥地利女诗人和作家。她被認為是20世紀德語文學的主要聲音之一。

## 早年生活和教育
巴赫曼出生于奥地利第一共和国的克拉根福，是一个校长的女儿。她在因斯布鲁克大学、卡尔·弗朗岑斯大学以及维也纳大学学习哲学、心理学、德国哲学和法律。于1949年在维也纳大学获得哲学博士学位。論文題為《马丁·海德格尔存在主義哲學的批判性接受》； 她的論文指導教授是维克多·克拉夫特。

## 職業
畢業後，巴赫曼在同盟国军事占领奥地利的電台“红-白-红”擔任編劇和編輯，這份工作使她能夠了解當代文學，也為她提供了可觀的收入，使她能夠從事正常的文學工作。 她的第一部廣播劇由該電台出版。 她的文學生涯因與漢斯·韋格爾（文學家和戰後青年文學的讚助人）以及被稱為“四七社”的文學圈的接觸而得到提升，該文學圈的成員還包括伊尔莎·艾兴格尔、保罗·策兰、海因里希·伯尔、马塞尔·莱希-拉尼基和君特·格拉斯。
1953 年，她移居意大利罗马，隨後幾年的大部分時間與漢斯·維爾納·亨策合作創作詩歌、散文、短篇小說以及歌劇劇本，很快為她帶來了國際聲譽和無數獎項。
1958年结识了瑞士作家马克斯·弗里施。后者的小说《甘腾拜恩》即是对这段关系的描写。两人并未结婚。
1973年9月25日晚，巴赫曼的卧室失火，她被送往罗马的圣尤金尼奥医院治疗。住院期间她出现了巴比妥类药物的戒断症状，并于10月17日逝世。逝世后葬于安纳比施公墓。
巴赫曼的作品主要主题为个人界限，真理的建立以及语言哲学。

## 作品

### 诗集
- 1953: 《递延期》
- 1956: 《大熊座的呼唤》
- 2000：《我不知道更好的世界》(未出版诗集)

### 广播剧
- 1952：《梦的商店》
- 1955： 《蝉》
- 1959：《曼哈顿的好上帝》

### 短篇小说集
- 1961：《第三十年》
- 1972：《同步/通向湖的三条道路》

### 小说
- 1971 《玛丽娜》